# Flower Tucci
Flower Tucci, pseudonimo di Carole Molloy (Burbank, 2 gennaio 1978), è un'attrice pornografica e regista statunitense.

## Biografia
È nata a Burbank da una famiglia di origini italiane, svedesi e irlandesi. Ha partecipato a diversi concorsi di bellezza, arrivando tra le prime 10 al Miss Pre-teen Los Angeles e andando in Florida per le finali nazionali ma a 13 anni ha lasciato l'ambiente per il clima troppo competitivo.
Flower ha lavorato come decoratrice di torte in una panetteria, impiego trovato rispondendo ad un avviso del LA Weekly.
La sua prima scena la girò con Lexington Steele nel film Balls Deep 6. All'inizio lavorava sotto lo pseudonimo di "Flower", a cui più tardi aggiunse "Tucci" per differenziarsi da un'attrice asiatica, che aveva iniziato prima.
Flower Tucci ha raggiunto la fama per la copiosa eiaculazione femminile, è nota anche per le sue natiche piuttosto grandi oltre che per le scene di sesso anale.
È stata ospite di uno show radiofonico chiamato The Porn Hunnies Smut Top 20 su KSEX Radio, è modella e portavoce per l'azienda di abbigliamento di Los Angeles Mofowear e appare spesso nella serie Porno: un affare di famiglia.

## Filmografia parziale

### Attrice
- Balls Deep 6 (2002)
- Blowjob Fantasies 18 (2002)
- Deep Throat This 8 (2002)
- Extreme Teen 32 (2002)
- Gang Bangs: Life of the Party (2002)
- We Go Deep 18 (2002)
- Welcum to Casa Butts 1 (2002)
- Backside Story (2003)
- Cock Smokers 48 (2003)
- College Invasion 2 (2003)
- Family Business: The Complete First Season (2003)
- It's Raining Tushy Girls (2003)
- Jamaican Me Horny (2003)
- Service Animals 13 (2003)
- Special Auditions 4 (2003)
- Strictly BusinASS (2003)
- Tongue in Cheeks (2003)
- Where The Sun Don't Shine (2003)
- Anal Surprise Party (2004)
- Anusthesia (2004)
- Belladonna's Fucking Girls 1 (2004)
- British are Coming (2004)
- California Bad Girls 2 (2004)
- Cum Rain Cum Shine 1 (2004)
- Do It Nasty (2004)
- Epiphany (2004)
- Finding Tushyland (2004)
- Flirtin and Squirtin 1 (2004)
- Gag Factor 15 (2004)
- Interracial Anal Teens -n- Toys 2 (2004)
- Lip Service (2004)
- POV Squirt Alert 1 (2004)
- Pussy Lickin Good (2004)
- Pussy Party 2 (2004)
- Pussy Party 6 (2004)
- Service Animals 16 (2004)
- Take That Deep Throat This 1 (2004)
- A2M 8 (2005)
- Anal Authority 2 (2005)
- Anal Expedition 7 (2005)
- Anal Express (2005)
- Anal Interpreter (2005)
- Anal POV Sluts 1 (2005)
- Ass Cleavage 6 (2005)
- Ass Parade 4 (2005)
- Ass Whores from Planet Squirt 1 (2005)
- Ass Worship 7 (2005)
- Assault That Ass 8 (2005)
- Assylum (2005)
- Beef Eaters 2 (2005)
- Belladonna: Fetish Fanatic 1 (2005)
- Bet Your Ass 3 (2005)
- Big Butt Smashdown 3 (2005)
- Big Wet Asses 7 (2005)
- Big White Wet Butts 3 (2005)
- Black and White Dick for Each Chick (2005)
- Black White Wet All Over 1 (2005)
- Bomb Ass White Booty 3 (2005)
- Bottom Feeders (2005)
- Butt Pirates of the Caribbean (2005)
- Cheek Freaks 1 (2005)
- Circus (2005)
- Climaxxx TV 1 (2005)
- Cousins (2005)
- Cum Swappers 4 (2005)
- Cytherea and the Squirt Machines (2005)
- Deep Tush (2005)
- Dirty Blondes And Black Cocks 3 (2005)
- Dirty Girlz 4 (2005)
- Down the Hatch 16 (2005)
- End Game (2005)
- Erotic Cabaret 2: Fire Down Below (2005)
- Erotica XXX 9 (2005)
- Everybody's Doing It (2005)
- Flower Power (2005)
- Flower's Squirt Shower 1 (2005)
- Flower's Squirt Shower 2 (2005)
- From My Ass to My Mouth 1 (2005)
- Fuck Doll Sandwich 3 (2005)
- Great Big Asses 1 (2005)
- Hook-ups 10 (2005)
- Hook-ups 9 (2005)
- Horny Amateurs (2005)
- Hot Squirts 1 (2005)
- House of Ass (II) (2005)
- Interracial Hole Stretchers 2 (2005)
- Iron Head 4 (2005)
- Jack's Big Ass Show 1 (2005)
- Jam It All the Way Up My Ass 1 (2005)
- Juicy G-Spots 4 (2005)
- Manhammer 4 (2005)
- Models Wanted 3 (2005)
- Mouth 2 Mouth 4 (2005)
- Mr. Pete Is Unleashed 5 (2005)
- Naked Red Lips (2005)
- No Swallowing Allowed 6 (2005)
- Not Another Girl Girl Movie (2005)
- On Your Knees Bitch (2005)
- Pros 2: High Dollar Baller$ (2005)
- Pussy Foot'n 12 (2005)
- Pussy Party 13 (2005)
- Riding The Curves 3 (2005)
- She Got Ass 9 (2005)
- She Squirts 15 (2005)
- She Swallows (2005)
- Sick Girls Need Sick Boys 1 (2005)
- Squirt on My Black Cock 1 (2005)
- Squirt-A-Holics 1 (2005)
- Squirting 201 3 (2005)
- Squirting for Extra Credit (2005)
- Stuck In The Deep End (2005)
- Suck It Dry 1 (2005)
- Suck It Up (2005)
- Super Squirters 1 (2005)
- Supersquirt 2 (2005)
- Surrender the Booty 1 (2005)
- Surrender the Booty 2 (2005)
- Swallow My Squirt 1 (2005)
- Swallow My Squirt 2 (2005)
- Taste Her O-Ring (2005)
- Trash Talking Teens (2005)
- Ultimate Asses 5 (2005)
- War Of The Girls (2005)
- Welcum to Casa Butts 2 (2005)
- Wet Dreamz 2 (2005)
- White Butts Drippin' Chocolate Nuts 5 (2005)
- Young and the Thirsty 2 (2005)
- "T" for Tushy (2006)
- A List 1 (2006)
- Anal Expedition 10 (2006)
- Anal Extremes 2 (2006)
- Ass 2 Mouth 4 (2006)
- Ass For Days 1 (2006)
- Ass Fukt 3 (2006)
- Ass Parade 5 (2006)
- Ass Republic 1 (2006)
- Asshunt (2006)
- Asswhole 3 (2006)
- Barefoot Confidential 41 (2006)
- Big Booty White Girls 4 (2006)
- Big Bubble Butt Anal Sluts 1 (2006)
- Big Bubble Butt Cheerleaders 5 (2006)
- Big Butt Smashdown 7 (2006)
- Big Gulps 2 (2006)
- Big Wet Asses 9 (2006)
- Black Vice (2006)
- Black White Wet All Over 2 (2006)
- Blame It on Daddy 2 (2006)
- Blue Collar Fantasies (2006)
- Booty-Full Babes 1 (2006)
- Bros and Blondes 3 (2006)
- Bubble Butt Bonanza 3 (2006)
- Bubble Butt Mothers 1 (2006)
- Butt Blast (2006)
- Butt Junkies 1 (2006)
- Can a Brotha Get a Squirt 1 (2006)
- Cum Buckets 6 (2006)
- Cum on My Tattoo 2 (2006)
- Cum Worshipers (2006)
- Cumstains 7 (2006)
- Da Vagina Code (2006)
- Desperate Mothers and Wives 5 (2006)
- Deviant Behavior (2006)
- Double Fuck (2006)
- Fashionistas Safado: The Challenge (2006)
- Flirting And Squirting (2006)
- Flower Tucci 1 (2006)
- Flower's Squirt Shower 3 (2006)
- Flower's Squirt Shower 4 (2006)
- Fuck My White Ass 2 (2006)
- Girl Power (2006)
- Girlz Sportz (2006)
- Great American Squirt Off 1 (2006)
- Greatest Squirters Ever (2006)
- Happy Fucking Birthday (2006)
- History Of Porn (2006)
- Housewives Gone Black 6 (2006)
- Housewives Need Cash 2 (2006)
- Internal Discharge 3 (2006)
- Jack Assed Out (2006)
- Jack's Playground 32 (2006)
- Load Sharing 1 (2006)
- Make Love To My Ass (2006)
- Meat My Ass 1 (2006)
- My Girlfriend's Whore Friend (2006)
- My Hot Wife Is Fucking Blackzilla 4 (2006)
- Obedience School (2006)
- Oh That's Tight 4 (2006)
- Open For Anal 2 (2006)
- Party at Butts Place (2006)
- Party Girl (2006)
- Pick An Open Lane (2006)
- Pigtails Round Asses 2 (2006)
- Pink Like Me (2006)
- Pussy Party 15 (2006)
- Ready Wet Go 3 (2006)
- Round Butt Sluts 1 (2006)
- Savanna's Secret (2006)
- Shane Diesel Is In My Ass (2006)
- Shhwing (2006)
- Shove it in My Ass 1 (2006)
- Splash (2006)
- Squirt Factor (2006)
- Squirt Hunter 1 (2006)
- Squirt in My Gape 1 (2006)
- Squirts and Skirts (2006)
- Squirts So Good 1 (2006)
- Stop or I'll Squirt 1 (2006)
- Storm Squirters 1 (2006)
- Strap-On Goddess (2006)
- Super Squirters 2 (2006)
- Supersquirt 3 (2006)
- Swallow My Squirt 3 (2006)
- Swallow My Squirt 4 (2006)
- Sweet Cheeks 7 (2006)
- Tailgunners (2006)
- Thick-Azz-A Brick 1 (2006)
- Tight Blonde Assholes (2006)
- Triumph of the Tushy (2006)
- Viagra Falls 1 (2006)
- Voyeur 31 (2006)
- WCP Ass Magazine (2006)
- Wet (2006)
- Women Seeking Women 27 (2006)
- Young Squirts 1 (2006)
- Young Squirts 2 (2006)
- Your Ass is Mine 2 (2006)
- Abominable Black Man 5 (2007)
- All Star Party Poopers (2007)
- American Dream (2007)
- Anal Addicts 24 (2007)
- Apple Bottomz 3 (2007)
- Ass Invaders 2 (II) (2007)
- Bad 2 the Bone (2007)
- Big Wet Asses 10 (2007)
- Black Assassins (2007)
- Blackzilla Is Splittin' That Shitter (2007)
- Blonde Legends (2007)
- Blowjob Ninjas 2 (2007)
- Bring Your A Game 3 (2007)
- Brotha Lovers (2007)
- Bubble Butts Galore 5 (2007)
- Butt Holes (2007)
- Cherry Bomb (2007)
- Crazy Big Asses 1 (2007)
- Double Bubble White Booty 1 (2007)
- Dynamic Booty 1 (2007)
- Fantasstic Whores 3 (2007)
- Flirt N Squirt 2 (2007)
- Flower Tucci 2 (2007)
- Flower Tucci Interactive (2007)
- Flower's Squirt Shower 5 (2007)
- FlowerTucci.com 1 (2007)
- FlowerTucci.com 2 (2007)
- Greatest Squirters Ever 2 (2007)
- Her First Anal Sex 11 (2007)
- Hustler Hardcore Vault 6 (2007)
- Hustler Hardcore Vault 7 (2007)
- I Like Phat Bunz 1 (2007)
- I'll Toss Your Salad If You Butter My Buns (2007)
- Jada Fire Is Squirtwoman 2 (2007)
- Lord of Asses 10 (2007)
- Lucky Bastard Named Rico Shades (2007)
- MILF Squirters 4 (2007)
- My Squirteenth Birthday (2007)
- Oops I Squirted 3 (2007)
- Punkd Ur Ass 2 (2007)
- Pussy Party 22 (2007)
- Shane Diesel Fucks Them All 3 (2007)
- Sinners 1 (2007)
- Squirt Facials (2007)
- Squirt in My Face (2007)
- Squirt in My Gape 2 (2007)
- Squirt Machines 1 (2007)
- Squirter 2 (2007)
- Squirting Game (2007)
- Starlet Hardcore 2 (2007)
- Super Squirters 4 (2007)
- Swallow My Squirt 6 (2007)
- Team Squirt 1 (2007)
- Triple Threat 5 (2007)
- What's Up Squirt 2 (2007)
- White Water Shafting (2007)
- Work It Work It Get It Get It 1 (2007)
- 2 Girls for Every Guy 3 (2008)
- 3-Way Warriors (2008)
- All Holes No Poles 1 (2008)
- Alpha Female Facesitters (2008)
- Anal Acrobats 2 (2008)
- Anal vs. Oral (2008)
- Anus Retentus (2008)
- Asseaters Unanimous 16 (2008)
- Asses of Face Destruction 5 (2008)
- Backdoor Review (2008)
- Bangin White Ass (2008)
- Big Ass Fixation 3 (2008)
- Big Loves 3 (2008)
- Black Cock Addiction 4 (2008)
- Black in the Crack 4 (2008)
- Blown Away 3 (2008)
- Cum Buckets 8 (2008)
- Cum Eating Cuckolds 3 (2008)
- Curve Appeal (2008)
- Don't Look Now But There's a Cock in Your Ass (2008)
- Eat Me I Squirt (2008)
- Every Last Drop 7 (2008)
- Every Last Drop 8 (2008)
- Facesitters in Heat 2 (2008)
- Flower's Squirt Shower 6 (2008)
- FlowerTucci.com 3 (2008)
- Gluteus Maximass 2 (2008)
- Greatest Squirters Ever 3 (2008)
- How Could I Forget That Asshole (2008)
- I Love Big Butts (2008)
- I Make it Rain (2008)
- I'll Take It Black 5 (2008)
- Jada Fire Is Squirtwoman 4 (2008)
- Juicy White Anal Booty 1 (2008)
- Juicy White Anal Booty 2 (2008)
- Kayden's Krossfire (2008)
- Kick Ass Chicks 53 (2008)
- Load Warriors 1 (2008)
- Mann Handled (2008)
- My Girlfriend Squirts 9 (2008)
- My Wife's 1st Monster Cock 13 (2008)
- Naughty Niches 4 (2008)
- Perfect Match (2008)
- Pirates of the Sex Sea (2008)
- Pissing.com: Featuring Flower Tucci And Kristine (2008)
- POV Cocksuckers 6 (2008)
- Private Fetish 1: House of Sex and Domination (2008)
- Pussy Party 24 (2008)
- Pussyman's Foot Festival 3 (2008)
- Real Female Orgasms 9 (2008)
- Sex Ed Teachers in Heat 2 (2008)
- Sex Gallery (2008)
- Shane Diesel Makes 'Em Squirt (2008)
- She's Cumming 1 (2008)
- She's Cumming 2 (2008)
- Sindee Jennings is Supersquirt (2008)
- Slutty Squirters 3 (2008)
- Smothered N' Covered 6 (2008)
- Sperm Banks 6 (2008)
- Splash Zone 2 (2008)
- Squirt Gangbang 2 (2008)
- Squirt Gangbang 3 (2008)
- Squirt in My Gape 3 (2008)
- Squirt-A-Licious (2008)
- Squirt-Stravaganza (2008)
- Storm Squirters 4 (2008)
- Storm Squirters 5 (2008)
- Strap Attack 8 (2008)
- Super Sluts 1 (2008)
- Team Squirt 6 (2008)
- There's Something About Mari (2008)
- Top Shelf 3 (2008)
- Twisted Passions 3 (2008)
- Unlocked 4 (2008)
- Violation of Flower Tucci (2008)
- Wet Dreams (II) (2008)
- White Booty Worship 1 (2008)
- Women Seeking Women 39 (2008)
- X Cuts: Surfer Girls 3 (2008)
- 101 Natural Beauties (2009)
- Anal Beach Buns 2 (2009)
- Anal Buffet 2 (2009)
- Anal Retrospective (2009)
- Asses of Face Destruction 6 (2009)
- Asses of Face Destruction 7 (2009)
- Battle of the Bootys (2009)
- Best of Facesitting POV 11 (2009)
- Best Queens Of Squirt (2009)
- Big Ass White Girls 2 (2009)
- Big Butts Like It Big 2 (2009)
- Buttman's Oddyssey (2009)
- Chunky Butts 2 (2009)
- Dirty Blondes (2009)
- Everything Butt 6629 (2009)
- Facesitters in Heat 3 (2009)
- Facesitters in Heat 4 (2009)
- Facesitters in Heat 6 (2009)
- Facesitters in Heat 9 (2009)
- Fantasy Footjobs 2 (2009)
- FlowerTucci.com 4 (2009)
- Greatest Squirters Ever 4 (2009)
- Heavy Metal 7 (2009)
- In Thru the Backdoor 4 (2009)
- Law and Lust (2009)
- MILF Madness 2 (2009)
- Mom's Black Cock Anal Nightmare 2 (2009)
- My Sister's Hot Friend 17 (2009)
- Oral Exams (2009)
- Orgasmo Infinito (2009)
- Phat Bottom Girls 2 (2009)
- Pole Position 9 (2009)
- Pussy Play 4 (2009)
- Re-Visiting Uranus (2009)
- Squirt Gangbang 4 (2009)
- Squirt Shots (2009)
- Too Big for Your Mouth (2009)
- Tunnel Butts 2 (2009)
- We All Squirt 3 (2009)
- World of Sexual Variations 3 (2009)
- Yeah I Fucked Your Mother (2009)
- Addicted to Big Black Dick 3 (2010)
- American Bad Asses (2010)
- Anal Abyss (2010)
- Anal Stretchers (2010)
- Bangin White Ass 3 (2010)
- Best Of Cuckold Fantasies 4 (2010)
- Best Of Desperate Mothers and Wives (2010)
- Best Of Lord of Asses (2010)
- Big Ass Fixation 6 (2010)
- Big League Squirters 1 (2010)
- Big Thick Chocolate Stick (2010)
- Big Wet Butts 2 (2010)
- Bottom Line 1 (2010)
- Call of Booty (2010)
- Dude, She's A Squirter! 7 (2010)
- Erotic Angels (2010)
- Masturbation Nation 7 (2010)
- Men in Pain 5685 (2010)
- Squirt-A-Thon (2010)
- Squirt-O-Holics 1 (2010)
- Sweet Pussy Juice (2010)
- Tappin That White Ass 2 (2010)
- Watching My Mommy Go Black 6 (2010)
- Adam and Eve's 40th Anniversary Collection (2011)
- Adam And Eve's Legendary Squirters (2011)
- Ass Masterpiece 5 (2011)
- Best Of Cuckold Fantasies POV 4 (2011)
- Best of Facesitting POV 12 (2011)
- Best of Facesitting POV 14 (2011)
- Big Butts Like It Big 8 (2011)
- Blacks on Cougars 8 (2011)
- D.P. My White Holes (2011)
- Gushing For Love (2011)
- Hard Ass (2011)
- Men in Pain 6544 (2011)
- POV Cuckold 8 (2011)
- Solo Sweethearts 1 (2011)
- Squirtigo (2011)
- Suck Fest 2 (2011)
- Vivid's 102 Cum Shots (2011)
- White College Girls Wit Ass (2011)
- White Sluts Black Nuts 4 (2011)
- Asses for the Masses 1 (2012)
- Attack of the Squirting Succubutts (2012)
- Big Pussy Solo Masturbation: Specialty Edition (2012)
- Clean My Ass 2 (2012)
- Dirty White Pussys (2012)
- Mean Dungeon 4 (2012)
- Squirt City Sluts (2012)
- Tappin' That White Ass 3 (2012)
- Voyeurs Up Close (2012)
- Ass Angels 9 (2013)
- Big Butts For Breakfast 3 (2013)
- Buttmunchers (2013)
- Courtney Cummz: Goo Gobblers (2013)
- Courtney Cummz: Interracial Goo Gobblers (2013)
- Dirty Girls Next Door (2013)
- Explosive Squirters (2013)
- Grab My Ass (2013)
- I Need Some Alone Time (2013)
- Interracial Anal MILFs (2013)
- Mom's Black Anal Massacre (2013)
- Moms Juicing 2 (2013)
- My Wife Loves Black Men (2013)
- P.A.W.G - Phat Ass White Girls - Butt Fuckers (2013)
- Quality Ass-urance (2013)
- Rear Entry (2013)
- Screaming For Booty (2013)
- Thick White Asses 3 (2013)
- Watch Me Cuckold You 2 (2013)
- Anal Escapades (2014)
- Anal Showdown (2014)
- Cream On The Inside 3 (2014)
- Fuck My White Pussy (2014)
- Interracial Fux (2014)
- Momma Likes Her Some Black Dick (2014)
- Suck It Out 13 (2014)
- Teen Fuck Holes 6 (2014)

### Regista
- FlowerTucci.com 1 (2007)
- FlowerTucci.com 4 (2009)

## Riconoscimenti
- AVN Awards
  - 2007 – Best Group Sex Scene (video) per Fashionistas Safado: The Challenge con Belladonna, Melissa Lauren, Jenna Haze, Gianna, Sandra Romain, Adrianna Nicole, Sasha Grey, Nicole Sheridan, Marie Luv, Caroline Pierce, Lea Baren, Jewell Marceau, Jean Val Jean, Christian XXX, Voodoo, Chris Charming, Erik Everhard e Mr. Pe[4]